# NGC 3822
NGC 3822 este o seyfert 1 galaxy⁠(d) situată în constelația Fecioara. A fost descoperită în 15 martie 1784 de către William Herschel. Se află la o distanță de 94,6 de megaparseci de Pământ.